# 沃爾納特格羅夫 (密蘇里州)
沃爾納特格羅夫（英語：Walnut Grove）是位於美國密蘇里州格林縣的城市。

## 人口
根據2020年美國人口普查的數據，沃爾納特格羅夫的面積為1.61平方千米，皆為陸地。當地共有人口652人，而人口密度為每平方千米405人。